# 迈克尔·莫里斯·基拉宁
迈克尔·莫里斯，第三代基拉宁男爵（英語：Michael Morris, 3rd Baron Killanin，1914年7月30日—1999年4月25日），愛爾蘭人，出生於英格蘭倫敦，在1972年到1980年擔任第六任國際奧林匹克委員會主席。
畢業於劍橋大學藝術系，工作經驗有記者、自由撰稿者、製片導演、銀行行員；在體育方面，從1952年開始奧委會委員、理事、副主席及主席等職位，在位期間，成功解決中华人民共和国重返國際奧委會的問題，爾後成了終生名譽主席。